# 伊藤忠丸紅鉄鋼
伊藤忠丸紅鉄鋼株式会社（いとうちゅうまるべにてっこう 英: Marubeni-Itochu Steel Inc.）は、鉄鋼製品等の輸出入および販売、加工を営む商社である。

## 概要
丸紅と伊藤忠商事の鉄鋼製品分野を統合して設立された鉄鋼専門商社であり、両社の商権を引き継ぎ安定した顧客基盤を有する。
また、経済産業省によって2020年から2024年度に健康経営優良法人に認定されている。

## 支社・支店
- 大阪支社（大阪市北区）
- 名古屋支社（名古屋市中区）
- 中国支社（広島市中区）
- 九州支社（福岡市博多区）
- 北海道支店（札幌市中央区）
- 東北支店（仙台市青葉区）

## 主要関連会社

### 国内事業会社
- オーツカ鉄鋼販売 - 丸紅が旧大塚鋼建からの事業譲受により設立
- 東海鋼材工業 - 元伊藤忠子会社
- 東海製罐株式会社
- 東京スチールセンター株式会社
- 東鋼産業株式会社
- 明邦鋼業株式会社
- 伊藤忠丸紅特殊鋼株式会社
- 伊藤忠丸紅住商テクノスチール
- 伊藤忠丸紅スチールAP
- 紅忠スチール株式会社
- 茨城スチールセンター株式会社
- 株式会社協成
- MI万世ステンレス株式会社
- MIプライマリーサービス株式会社
- 山文ステンレス株式会社
- 紅忠コイルセンターホールディングス株式会社
- 太平産業株式会社
- 大利根倉庫株式会社
- 株式会社ニッコー

ほか

### 持分法適用会社
- アマテイ - 旧尼崎製釘所、当初は旧大建産業より第二会社として戦後に設立
- マツダスチール - マツダより鉄鋼加工に関する事業を継承して設立、のち同社が住友商事（事実上の筆頭株主）と共同で買収
- 北関東スチール株式会社
- 豊鋼材工業株式会社
- 日鉄住金鋼線株式会社
- 日鉄住金電磁株式会社
- JFE日建板株式会社
- 株式会社オープン廿一システムズ
- ケー・アンド・アイ特殊管販売株式会社
- 株式会社三陽商会
- 富安株式会社

ほか